# Gilles Lipovetsky
Gilles Lipovetsky (Millau, 24 de setembro de 1944) é um filósofo francês, teórico da Hipermodernidade, autor dos livros A Era do Vazio, O luxo eterno, A terceira mulher, O império do efêmero, A felicidade paradoxal: ensaio sobre a sociedade do hiperconsumo, entre outros.
Em suas principais obras, sobretudo em  A Era do Vazio, analisa uma sociedade pós-moderna, marcada, segundo ele, pelo desinvestimento público, pela perda de sentido das grandes instituições morais, sociais e políticas, e por uma cultura aberta que caracteriza a regulação "cool" das relações humanas, em que predominam tolerância, hedonismo, personalização dos processos de socialização e coexistência pacífico-lúdica dos antagonismos - violência e convívio, modernismo e "retrô", ambientalismo e consumo desbragado, etc.
O autor irá retornar a esse assunto, tratando de maneira mais ampla essas visões da sociedade, ao referir-se à hipermodernidade, em "Os tempos de hiperconsumismo".

## Homenagens
- 2013 — Doutoramento Honoris causa pela Universidade de Aveiro[4]

- 2015 — Doutoramento Honoris causa pela Pontifícia Universidade Católica do Rio Grande do Sul[5]

## Livros
- Do Luxo Sagrado ao Luxo Democrático;
- Era do Vazio, A: Ensaios Sobre o Individualismo Contemporâneo (1988);
- O Crepúsculo do Dever: A ética indolor dos novos tempos democráticos (1994);
- A Felicidade Paradoxal: Ensaio sobre a sociedade do hiperconsumo (2007);
- O Império do Efêmero: a Moda e Seu Destino nas Sociedades Modernas (1989);
- A Inquietude do Futuro: o tempo hiper-moderno;
- O Luxo Eterno: da Idade do Sagrado ao Tempo das Marcas;
- Metamorfoses da Cultura Liberal;
- A Sociedade da Decepção;
- A Sociedade Pós-Moralista;
- Os Tempos Hipermodernos;
- A Terceira Mulher (2000);
- A cultura-mundo: resposta a uma sociedade desorientada (2010);
- A estetização do mundo (2015).
- Da Leveza: Para Uma Civililização do Ligeiro (2016) [6]
- Plaire et toucher: Essai sur la société de séduction (2017). Sem tradução para o português.